# Chlorobapta frontalis
Chlorobapta frontalis är en skalbaggsart som beskrevs av Donovan 1805. Chlorobapta frontalis ingår i släktet Chlorobapta och familjen Cetoniidae. Inga underarter finns listade i Catalogue of Life.